# Thurman Teague
Thurman Teague (* 1910; † unbekannt) war ein US-amerikanischer Jazzmusiker (Kontrabass).

## Leben und Wirken
Thurman Teague begann seine Karriere in Chicago zunächst als Banjoist und Gitarrist,  als er 1930 mit dem Gitarristen Jack Goss spielte. Danach wechselte er zum Bass und gehörte ab Mitte der 1930er-Jahre der Band von Ben Pollack an, mit der erste Aufnahmen entstanden. In den folgenden Jahren spielte er auch mit Vincent Lopez, Sharkey Bonano und Santo Pecora; von 1938 bis 1945 arbeitete er im Orchester von Harry James. In den Nachkriegsjahren lebte er an der Westküste der USA und spielte u. a. mit Red Nichols, Jack Teagarden, Drew Page und Frank Sinatra. Er war von 1936 bis 1956 an 203 Aufnahmesessions beteiligt. Sein solides, rhythmisches Spiel ist zu hören in der Elmer-Schoebel-Komposition „I Never Knew What a Gal Could Do“ In der Version von Santo Pecoras Backroom Boys (1937, Columbia 36159).

## Lexikalischer Eintrag
- The New Grove Dictionary of Jazz, 2nd edition, 2002